# Benedikt Szabolcsi
Benedikt Szabolcsi, detto Bence (Budapest, 2 agosto 1899 – Budapest, 21 gennaio 1973), è stato un musicologo ungherese.

## Biografia

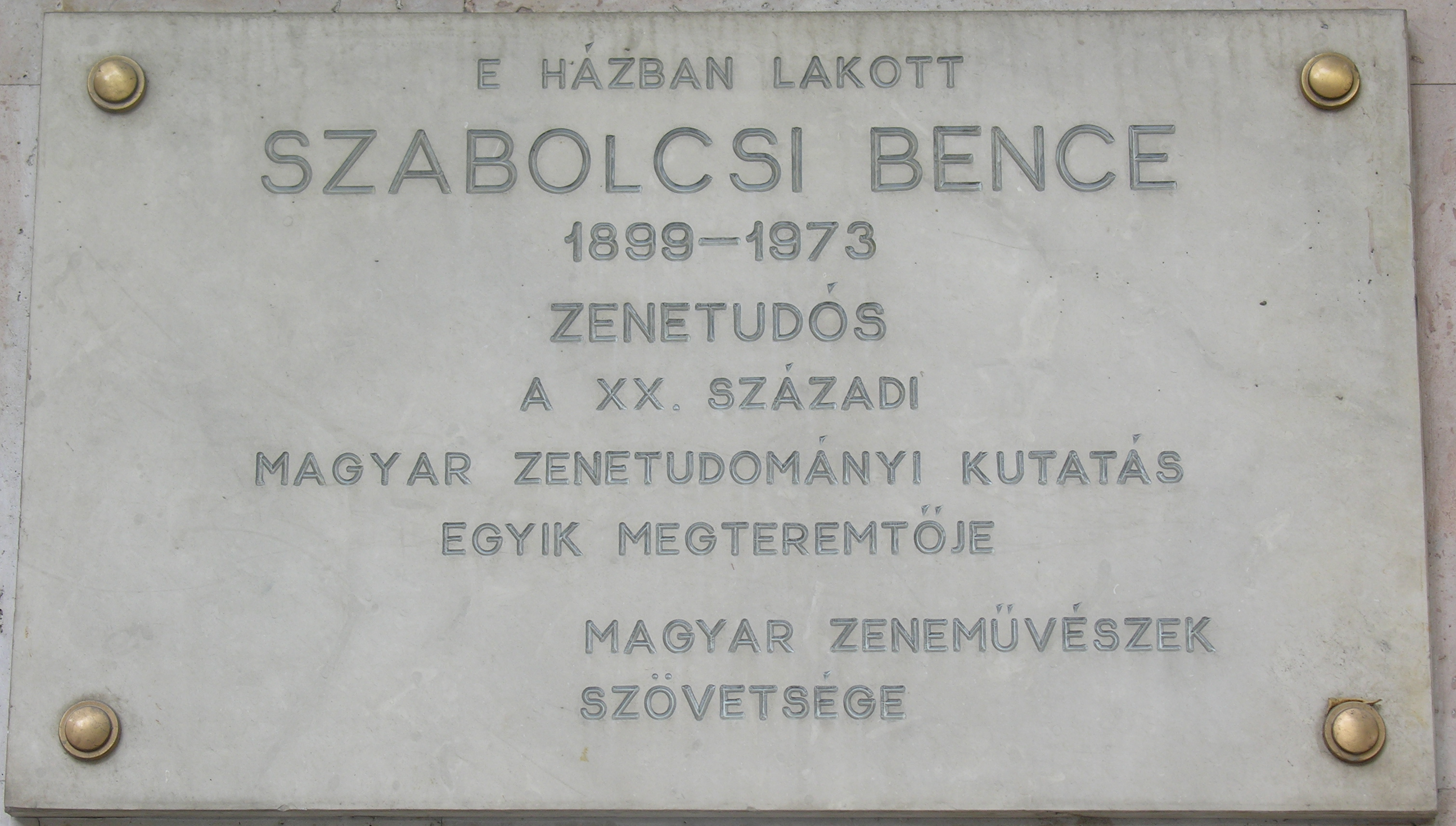
Targa commemorativa a Budapest nell'ex residenza di via Pozsonyi 40

Figlio del giornalista Miksa Szabolcsi, ha studiato legge, filosofia, storia della letteratura, musica a Budapest (1917-1920), storia dell'arte, musicologia a Lipsia (1921-1923). Szabolcsi nel 1923 si è diplomato con la dissertazione Benedetti und Saracini (Beiträge zur Geschichte der Monodie). Il suo supervisore di dottorato è stato Hermann Abert. Dal settembre 1921 al dicembre 1922 studia teoria musicale e composizione con Sigfrid Karg-Elert al Conservatorio di Lipsia.
Tra le sue attività principali, si segnalano le fondazioni di varie riviste musicali, quali Zenei Szemle, la realizzazione di un dizionario di musica intitolato Zenei Lexikom, pubblicato a partire dal 1930, la direzione dal 1938 della Nemzetközi Zenetudományi Társaság (Società internazionale di musicologia), e di quella del Nemzetközi Népzenei Tanács (Folk music council).
Dal 1945 Szabolcsi è stato insegnante di storia della musica presso la Liszt Zeneművészeti Főiskola (Accademia musicale Liszt). 
Per quanto riguarda la sua attività giornalistica di musicologo, tra 1950 e il 1956 diresse il Új Zenei Szemle (Nuova recensione musicale), dal 1960 fino al 1973 la Magyar Zene (Musica ungherese), fino alla morte curò Studia musicologica (Studio musicologico).
Nel 1961, ha fondato e diretto fino al 1973 i MTA Bartók Archívumát (Archivi-Bartók dell'Accademia ungherese), oltreché il Dipartimento di Musicologia presso il Zenemûvészeti Főiskolán (College di Musica) di Budapest.
Ha viaggiato nei paesi del Danubio dal 1920 al 1930, per studiare, raccogliere e pubblicare cimeli storici della musica antica ungherese, dal Medioevo al XIX secolo. Questi studi si intitolarono A magyar zene évszázadai (I secoli della musica ungherese), pubblicati in numerosi volumi tra il 1959 e il 1961.
Ha presentato la sua ricerca riguardante la storia dei fenomeni musicali pubblicando Bevezetés a zenetörténetbe (Introduzione alla storia della musica, Budapest, 1936), A zene története (Storia della musica, Budapest, 1940); Beethoven (Budapest, 1947), Európai virradat. A klasszikus zene kialakulása Vivalditól Mozartig (Alba europea. Lo sviluppo della musica classica da Vivaldi a Mozart, Budapest, 1948).
Le altre pubblicazioni principali sono state: Mozart nel 1921, Die ungarische Magnatenmusik des 17. Jahrhunderts nel 1928.
Szabolcsi vinse il premio Baumgarten (1933, 1947), il premio Kossuth (1951, 1965), il premio Herder (1971); fu membro dell'Accademia delle scienze ungherese dal 1955.
Tra i suoi parenti più famosi menzioniamo: il fratello Lajos, scrittore, poeta e giornalista; sua figlia Eva Szabolcs, traduttrice, storica della letteratura, specializzata nella letteratura italiana; suo nipote Nicholas, figlio di Lajos, storico letterario.

## Opere principali
- Mozart, 1921
- A XVII. század magyar főúri zenéje, 1928
- A középkori magyar énekmondók kérdéséhez, 1928
- Tinódi Sebestyén dallamai, 1929
- Tinódi zenéje. Tinódi dallamok hasonmásával és átirataival, 1929
- A 18. század magyar kollégiumi zenéje, 1930
- Zenei lexikon 1-2., 1930-1931
- A XVI. század magyar históriás zenéje. A Hofgreff-énekeskönyv dallamainak kritikai kiadásával, 1931
- A magyar zene története rövid összefoglalásban a magyar zenetörténet irodalmának áttekintésével, 1934
- Népvándorláskori elemek a magyar népzenében, 1935
- Pótlás a zenei lexikonhoz, 1935
- Bevezetés a zenetörténetbe, 1937
- Egyetemes művelődéstörténet és ötfokú hangsorok, 1937
- A zene története, 1940
- Szabolcsi Bence–Tóth Aladár: Mozart élete és művei, 1941
- Daloskönyv az izraelita ifjúság számára. 174 magyar és héber dallam hangjegyével és szövegével, 1942
- Régi muzsika kertje. Kétezer év kínai, görög, latin, francia, angol, olasz, német, orosz, magyar irodalmából összeválogatta Szabolcsi Bence, 1946
- Beethoven. Művész és műalkotás két korszak határán. Hangjegypéldákkal, 1947
- A magyar zenetörténet kézikönyve, 1947
- A régi nagykultúrák dallamosság. Az ötfokúságtól a diatonáig, 1947
- Dolgozók hangversenykalauza, 1949
- Európai virradat. A klasszikus zene kialakulása Vivalditól Mozartig, 1949
- A melódia története. Vázlatok a zenei stílus múltjából, 1950
- A XVII. század magyar világi dallamai, 1951
- A XIX. század magyar romantikus zenéje. Hangjegyfüggelékkel, 1951
- Adatok az új magyar népdalstílus történetéhez, 1951
- Arany János népdalgyűjteménye. Közzéteszi Kodály Zoltán, Gyulai Ágost, 1952
- A művész és közönsége. Zeneszerző, társadalom és zenei köznyelv a polgári korszak küszöbén, 1952
- Liszt Ferenc és Bartók Béla emlékére, 1954
- Népzene és történelem. Tanulmányok, 1954
- A magyar zene történetéből, 1955
- Szabolcsi Bence: Bartók Béla élete, 1955
- Liszt Ferenc estéje, 1956
- Régi muzsika kertje. Kétezer év irodalmából, 1957
- W. A. Mozart emlékére, 1957
- Zenetudományi tanulmányok Kodály Zoltán 75. születésnapjára, 1957
- Szabolcsi Bence: Bartók Béla élete, 1958
- Bartók Béla megjelenése az európai zeneéletben. 1914-1926. Liszt Ferenc hagyatéka, 1959
- Vers és dallam. Tanulmányok a magyar irodalom köréből, 1959
- A magyar zene évszázadai 1-2., 1959-1961
- Haydn emlékére, 1960
- Az opera történetéből, 1961
- Bartók Béla emlékére, 1962
- A válaszút és egyéb tanulmányok, 1963
- A művész és közönsége, 1964
- Szabolcsi Bence–Tóth Aladár: Zenei Lexikon 1–3., 1965
- A zenei köznyelv problémái. A romantika felbomlása, 1968
- Beethoven. Művész és műalkotás két korszak határán, 1970
- Úton Kodályhoz, 1972
- Vers és dallam. Tanulmányok a magyar irodalom köréből, 1972
- Bevezetés a zenetörténetbe, 1977
- A magyar zenetörténet kézikönyve, 1979
- Európai virradat. A klasszikus zene kialakulása Vivalditól Mozartig, 1982
- A zene története. Az őskortól a XIX. század végéig, 1984